# Harg, Norrtälje kommun
Harg är en småort på ön Vätö i Vätö socken i Norrtälje kommun i Uppland. 
I Harg finns bland annat Vätö skola, en livsmedelsaffär, samt en restaurang & pub med sommaröppet. Från Harg finns det en bussförbindelse med Norrtälje, som har flera dagliga avgångar, vilka utökas sommartid.   

## Sevärdheter
I närheten av Harg ligger stenbrottet i Vätöberg och Vätö kyrka.